# 잠실시외버스정류장
잠실시외버스정류장은 서울특별시 송파구에 있는 대한민국의 시외버스정류장이다. 잠실역사거리에 있어 잠실역시외버스정류장이라고 하기도 한다.
터미널 건물이 없는 간이 정류장 형식이며, 주로 수도권 지역 및 그 주변지역을 운행하는 노선이 정차한다. 정류장은 잠실역사거리 주변에 흩어져 있으며, 잠실역 6번 출구 가로변차로 정류장에 대부분 노선이 정차한다.

## 사진

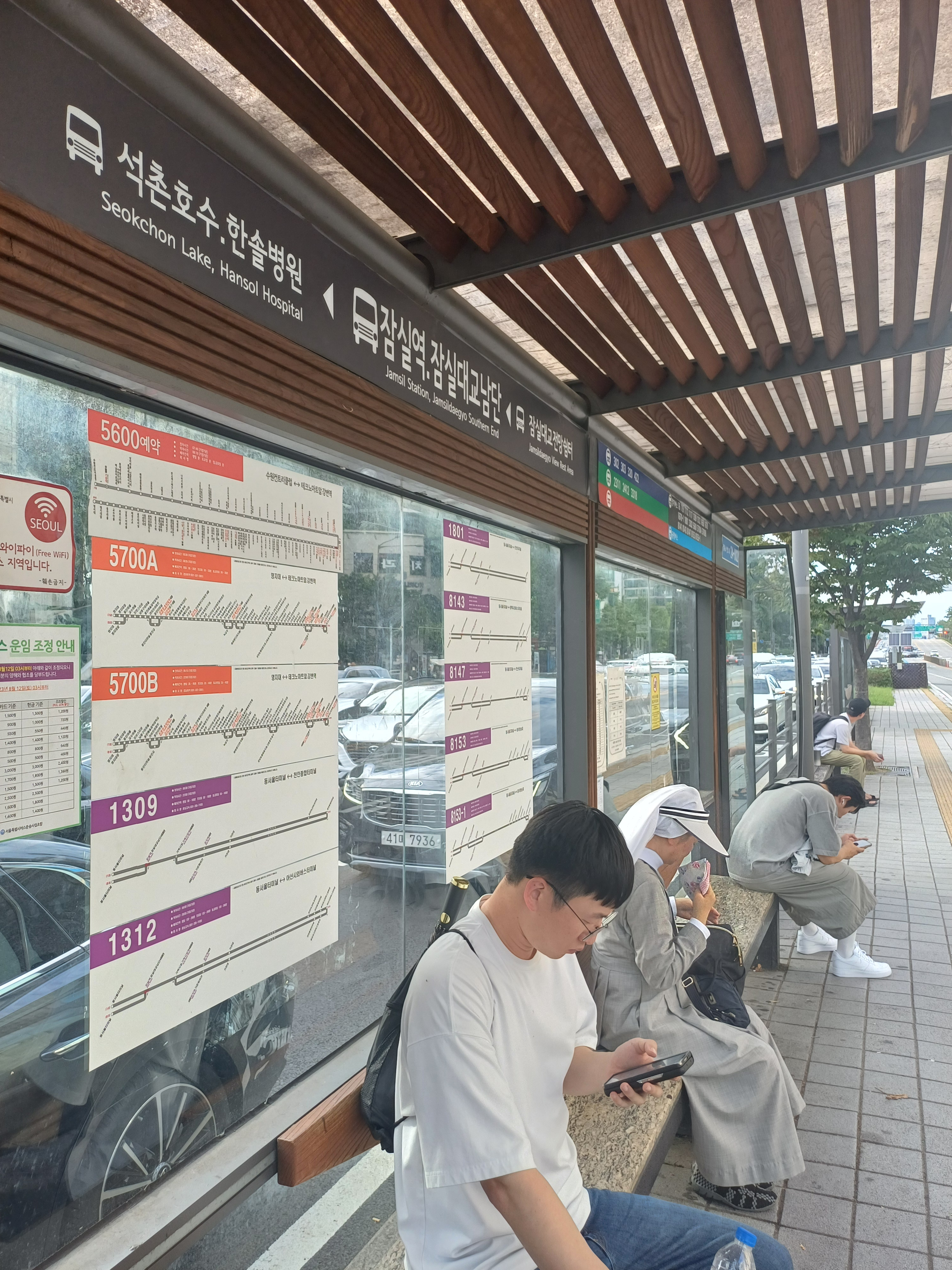
잠실시외버스정류장2

## 운행 노선
각 운행노선마다 승차 장소가 모두 다르므로 확인 후 이용해야 한다.

### 잠실역1번 출구 가로변차로 정류장
| 운행 노선   | 운행업체          | 운행구간 | 운행구간 | 운행구간       | 경유지 | 배차 간격 | 시간표                                              |
| ----------- | ----------------- | -------- | -------- | -------------- | ------ | --------- | --------------------------------------------------- |
| 8105 (8800) | 경기고속 대원고속 | 잠실역   | ↔        | 청강문화산업대 |        | 15회      | 첫차: 07:40 (잠실역 기준) 막차: 19:00 (잠실역 기준) |

### 잠실역5번 출구 가로변차로 정류장
원래는 잠실역 9번 출구 가로변차로 정류장에서 탈 수 있었으나, 2013년 7월 10일 제2롯데월드 공사로 인해 9번 출구에서 탈 수 있던 버스노선을 분산시키면서 현 위치로 이전하였다.
| 운행 노선 | 운행업체 | 운행구간 | 운행구간 | 운행구간 | 경유지 | 배차 간격 | 시간표                                              |
| --------- | -------- | -------- | -------- | -------- | ------ | --------- | --------------------------------------------------- |
| 8000      | 강원고속 | 잠실역   | ↔        | 춘천     | 강촌   | 40~50분   | 첫차: 07:20 (잠실역 기준) 막차: 21:00 (잠실역 기준) |

### 잠실역6번 출구 중앙차로 정류장
원래는 잠실역 6번 출구 가로변차로 정류장에서 정차하였으나 2013년 11월 4일부터 천안, 아산행 노선이 이전하고, 2013년 11월 25일부터 나머지 시외버스 노선이 모두 중앙차로 정류장으로 이전하였다.
| 운행 노선 | 운행업체          | 운행구간 | 운행구간 | 운행구간   | 경유지                                             | 배차 간격 | 시간표                                              |
| --------- | ----------------- | -------- | -------- | ---------- | -------------------------------------------------- | --------- | --------------------------------------------------- |
| 1309      | 용남고속          | 동서울   | ↔        | 천안       | 가락시장, 장지역, 천안IC(천안행하차)               | 35~40분   | 첫차: 06:00 (동서울 기준) 막차: 22:20 (동서울 기준) |
| 1312      | 용남고속          | 동서울   | ↔        | 온양(아산) | 가락시장, 장지역, 천안IC(온양행하차), 천안, 봉강교 | 30~50분   | 첫차: 06:00 (동서울 기준) 막차: 22:00 (동서울 기준) |
| 1801      | 경기고속 대원고속 | 동서울   | ↔        | 인천       | 가락시장, 장지역                                   | 20~30분   | 첫차: 06:20 (동서울 기준) 막차: 22:00 (동서울 기준) |
| 8143      | 경기고속 대원고속 | 동서울   | ↔        | 평택       | 가락시장, 용이동, 평택대학교                       | 25~40분   | 첫차: 06:20 (동서울 기준) 막차: 21:35 (동서울 기준) |
| 8147      | 경기고속 대원고속 | 동서울   | ↔        | 안산       | 가락시장, 장지역, 의왕TG, 대명고등학교, 상록수역   | 20~40분   | 첫차: 06:50 (동서울 기준) 막차: 22:00 (동서울 기준) |

## 특이사항
- 매표소가 없으므로 현금 및 교통카드를 이용해서 승차해야 한다.
- 대부분의 시외버스는 동서울종합터미널에서 출발하므로 동서울터미널 기준 시간표에서 약 5분 뒤에 도착한다고 보면 된다.
- 동서울종합터미널에서 승객을 모두 태운 버스는 승차할 수 없다.

## 같이 보기
- 잠실역